# Горді хлопці
«Горді хлопці» (англ. Proud Boys) — ультраправа американська організація виключно для чоловіків, що широко характеризується як «неофашистська» та «білонаціоналістична». Хоч офіційно організація заперечує расизм, фашизм та білий націоналізм як складові своєї ідеології, розвідувальні та федеральні органи США описують «Гордих хлопців» як «небезпечне білосупремасистське угруповання».
Група виникла в ультраправому журналі «Taki's Magazine» 2016 року під керівництвом співзасновника та колишнього коментатора «Vice Media», Ґевіна Мак-Іннеса, взявши свою назву від пісні «Гордий своїм хлопчиком» з мюзиклу Діснея «Аладдін». Попри те, що Горді хлопці з'явилися як частина альт-правих, Мак-Іннес відмежувався від цього руху на початку 2017 року, сказавши, що Горді хлопці були «Alt-lite» (помірне крило правого консерватизму), тоді як акценти альт-правих ставлять в центрі уваги расові питання. Зусилля з ребрендингу активізувались після білої супрематистської акції «Об'єднайте правих» в Шарлотсвіллі, штат Вірджинія.
Група вважає, що чоловіки та західна культура перебувають в облозі, їхні погляди мають елементи теорії змови білого геноциду. Члени організації брали участь у численних расистських заходах та подіях, що зосереджувались навколо антиантифа, антилівого та антисоціалістичного насильства; виключений член Джейсон Кесслер організував мітинг «Об'єднайте правих» в Шарлотсвіллі.
Групі заборонено доступ до багатьох соціальних мереж, включаючи Facebook, Instagram і Twitter, а також YouTube. 3 лютого 2021 року Міністерство юстиції США оголосило обвинувачення членам організації у змові, пов’язаной з нападом на Капітолій США у січні 2021 року; канадська частина групи припинила свою діяльність після того, як того ж дня була офіційно визнана терористичною організацією канадським урядом. З тих пір щонайменше два десятки членів і філій Proud Boys були звинувачені в участі в заколоті.
З початку 2019 року Енріке Тарріо, який називає себе афрокубинцем, є головою організації «Горді хлопці».